# Teixidor republicà d'Arnaud
El teixidor republicà d'Arnaud (Pseudonigrita arnaudi) és un ocell de la família dels ploceids (Ploceidae).

## Hàbitat i distribució
Habita sabanes amb acàcies a l'oest i sud-est del Sudan, sud-oest d'Etiòpia i l'extrem sud de Somàlia, cap al sud, a través del nord d'Uganda i Kenya fins al nord i centre de Tanzània.